# دانش بسپار
دانش بسپار یا دانش پلیمر یا دانش درشت‌مولکول زیرشاخه‌ای از علم مواد است که دربارهٔ بسپارها در درجهٔ نخست، مواد مصنوعی مانند پلاستیک و الاستومر، بحث می‌کند. این دانش، زمینه‌هایی مانند، شیمی، مهندسی و فیزیک را پوشش می‌دهد.

## زیرمجموعه
این دانش سه زیرمجموعهٔ اصلی دارد:
- شیمی بسپار یا درشت‌مولکول دربارهٔ ساخت شیمیایی بسپارها و ویژگی‌های آن‌ها است.
- فیزیک بسپار دربارهٔ ویژگی‌های کلی و در حجم بالای مواد شیمیایی بسپارها و کاربردهای مهندسی آنها است.
- پلیمرشناسی که در رابطه با ریخت‌شناسی، تحلیل ساختار شیمیایی و فیزیکی پلیمرها نسبت به مواد تشکیل دهنده و هر یک از پارامترهای آنها بحث می‌کند.

## پیشینهٔ دانش بسپار
نخستین کارها در این زمینه به صنعت لاستیک سازی در مکزیک دوران پیشاکلمبی بازمی‌گردد آنها می‌دانستند چگونه و با چه درصدی صمغ درخت لاستیک را با آب گیاهان دیگر مخلوط کنند تا لاستیکی با ویژگی‌های متفاوت برای کاربری‌های تفاوت بدست آید مانند کش لاستیکی یا صندل یا توپ.
نخستین کارهای صنعتی در زمینهٔ بسپارها به دههٔ ۱۸۳۰، به کارهای هنری براکنات بازمی‌گردد. براکنات به همراه کریستیان فردریک شونبین و دیگران توانست موادی از بسپار سلولز طبیعی ایجاد کند که موادی نیمه مصنوعی دانسته می‌شدند مانند سلولوید و استات سلولز. عبارت پلیمر نخستین بار از سوی یاکوب برسلیوس استفاده شد.
تا سال ۱۹۲۲ با اینکه دانش بسپار بسیار پیشرفت کرده بود اما ساختار بسپارها تا زمان هرمان استاودینگر هنوز به خوبی شناخته شده نبود. هرمان استاودینگر نخستین کسی بود که گفت بسپارها از زنجیره‌های درازی از اتم‌ها ساخته شده‌اند که توسط پیوند کووالانسی به هم پیوند خورده‌اند. نزدیک یک دهه طول کشید تا مطالب استاودینگر در جامعهٔ علمی پذیرفته شد و برای این موضوع در سال ۱۹۵۳ جایزه نوبل به او داده شد.

## برندگان جایزهٔ نوبل برای دانش بسپار
۲۰۰۵ (شیمی) رابرت گرابز، ریچارد شراک، ایو چاوین برای توزیع پیوندهای اُلفین (آلکن‌ها)
۲۰۰۲ (شیمی) جان فن، کویچی تاناکا، و کورت ووتریش برای پیشنهاد روش‌هایی برای شناسایی و تحلیل ساختار مولکول‌های زیست بسپار.
۲۰۰۰ (شیمی) آلن مک‌دایارمید، آلن هیگر، و هیدکی شیریکاوا برای کار بر روی بسپارهای رسانا و الکترونیک مولکولی
۱۹۹۱ (فیزیک) پیر-ژیل دو ژن برای پیشنهاد یک نظریهٔ کلی در رابطه با انتقال فاز در کاربردهای به‌ویژه و توصیف پلیمرها در این وضعیت.
۱۹۷۴ (شیمی) پل فلوری برای مشارکت در شیمی نظری بسپار.
۱۹۶۳ (شیمی) جولیو ناتا و کارل زیگلر برای مشارکت در تولید بسپارهای مصنوعی مانند کاتالیزگر زیگلر-ناتا.
۱۹۵۳ (شیمی) هرمان استاودینگر برای مشارکت در درک شیمی درشت‌مولکول